# 안동도호부
안동도호부(安東都護府)는 당나라가 고구려를 멸망시키고 668년, 평양에 설치한 군정 기관이다. 7세기 말엽, 한반도의 격변기에 중요한 역할을 하였다. 신라의 저항을 받아 요동 지방으로 이동한 뒤 2번이나 다시 옮기다가 758년경 폐지되었다.

## 역사
안동도호부는 당나라의 6도호부 가운데 하나로서 고구려가 나당 연합군에 멸망한 후 짧은 기간 동안 한반도에 설치되었다. 당나라의 장군 설인귀가 초대 도호로 임명되었고, 고구려의 전 영토를 9도독부(都督部) 42주(州) 100현(縣)으로 나누어 다스렸다.
한편 당나라는 안동도호부를 통해 옛 고구려와 백제의 땅뿐만 아니라 신라도 차지할 속셈이었다. 이렇게 되자 당과 협력하여 백제·고구려를 멸했던 신라는 한반도를 통일하기 위해 두 나라의 옛 땅을 에워싸고 당과 여러 해를 두고 대전하였다.
신라는 당나라의 음모에 대비하여 검모잠의 고구려 부흥운동을 지원하였다. 또한 사비성을 당나라 군에게서 탈환하고 그곳에 있던 웅진 도독부를 축출하였다. 이에 당나라는 문무왕의 동생 김인문을 신라의 왕으로 선언하였다. 그러나 군사적인 성과는 거두지 못하였다. 마침내 신라는 안동도호부를 676년(문무왕 16년)에 한반도에서 쫓아냈다.
당나라는 699년에 안동도호부를 폐지하고 안동도독부를 설치, 고덕무를 안동도독에 임명하였다. 그 후 704~705년경에 다시 안동도호부로 복구했고, 거점을 714년에는 평주(平州)로, 743년에는 요동군으로 옮겼으나, 안사의 난을 계기로 758년경에 폐지되었다.

## 부속 관할

### 도독부(都督府)
- 신성주(新城州)
- 요성주(遼城州)
- 가물주(哥勿州)
- 위락주(衛樂州)
- 사리주(舍利州)
- 거소주(去素州), (居素州)
- 월희주(越喜州)
- 거단주(去旦州)
- 건안주(建安州)

- 남소주(南蘇州)
- 개모주(蓋牟州)
- 대나주(大那州)
- 창암주(倉巖州)
- 마미주(磨米州)
- 적리주(積利州)
- 여산주(黎山州)
- 연진주(延津州)
- 목저주(木底州)
- 안시주(安市州)
- 제북주(諸北州)
- 식리주(識利州)
- 불열주(拂涅州)
- 배한주(拜漢州)

## 안동 도호
| 관명                                                                   | 인물                 | 임기        | 생몰년      |
| ---------------------------------------------------------------------- | -------------------- | ----------- | ----------- |
| 검교안동도호(檢校安東都護)                                             | 위철(魏哲)           | 668년-669년 | 616년-669년 |
| 검교안동도호(檢校安東都護)                                             | 설인귀(薛仁貴)       | 669년-670년 | 614년-683년 |
| 요동주행군총관, 안동도호(遼東州行軍悤管, 安東都護)                     | 고간(高侃)           | 670년-676년 | —           |
| 유주 도독 안동도호(幽州都督兼安東都護)                                 | 설눌(薛訥)           | 685년—696년 | 649년—720년 |
| 안동도호(安東都護)                                                     | 배현규(裴玄珪)       | 696년—？    | —           |
| 유, 영등주 도독 안동도호(幽, 營等州都督兼安東都護)                     | 당휴경(唐休璟)       | 704년-705년 | 627년-712년 |
| 안동도호(安東都護)                                                     | 선사경(單思敬)       | 713년—？    | —           |
| 안동도호(安東都護)                                                     | 허흠주(許欽凑)       | 714년—？    | —           |
| 안동도호(安東都護)                                                     | 허흠담(許欽澹)       | 714년—？    | —           |
| 안동도호(安東都護)                                                     | 설태(薛泰)           | 720년—725년 | —           |
| 평로군절도대사요령안동도호, 당 현종의 아들(平盧軍節度大使遙領安東都護) | 영왕 이교(潁王 李璬) | 727년—？    | 718년—783년 |
| 안동도호(安東都護)                                                     | 장부량(臧怀亮)       | 727년—？    | —           |
| 안동도호(安東都護)                                                     | 배민(裴旻)           | 733년—？    | —           |
| 안동부대도호부(安東副大都護)                                           | 가순(賈循)           | 742년—755년 | ？—755년    |
| 안동부도호(安東副都護)                                                 | 마영찰(馬灵察)       | ？—756년    | —           |
| 안동도호(安東都護)                                                     | 왕현지(王玄志)       | 756년—758년 | ？—758년    |
| 평로절도사 안동도호(平盧節度使兼安東都護)                              | 후희일(侯希逸)       | 758년—761년 | ？－781년   |
| 안동도호 고구려 보장왕의 손자(安東都護)                                | 고연(高連)           | —           | －          |
| 안동도호 고구려 보장왕의 증손(安東都護)                                | 고진(高震)           | ？－773년   | 701년—773년 |

## 같이 보기
- 안서도호부
- 안남도호부
- 안북도호부
- 북정도호부
- 선우도호부
- 웅진도독부

## 참고 문헌
- Lee, K.-b. (1984). A new history of Korea. Tr. by E.W. Wagner & E.J. Schulz, based on the Korean rev. ed. of 1979. Seoul: Ilchogak. ISBN 89-337-0204-0
- 이 문서에는 다음커뮤니케이션(현 카카오)에서 GFDL 또는 CC-SA 라이선스로 배포한 글로벌 세계대백과사전의 내용을 기초로 작성된 글이 포함되어 있습니다.